# Mistrzostwa Oceanii w Koszykówce Mężczyzn 2013
Mistrzostwa Oceanii w Koszykówce Mężczyzn 2013 – 21. w historii mistrzostwa Oceanii w koszykówce mężczyzn. Odbyły się od 14 do 18 sierpnia 2013 roku w Nowej Zelandii i Australii. Podobnie jak w poprzednich edycjach o tytuł najlepszej drużyny kontynentu rywalizowały 2 reprezentacje: Australii i Nowej Zelandii.
Czempionat był rozgrywany w formule dwumeczu, którego zwycięzca zostawał mistrzem kontynentu. Obu drużynom przed rozpoczęciem rywalizacji przyznano oba przysługujące federacji FIBA Oceania miejsca na Mistrzostwach Świata w Koszykówce Mężczyzn 2014. Wynik mistrzostw Oceanii decydował jednak o ich rozstawieniu podczas losowania turnieju głównego mistrzostw świata.
Oba spotkania wygrała reprezentacja Australii, która tym samym zdobyła 18. złoty medal w historii mistrzostw Oceanii.
Turniej o koszykarskie mistrzostwo Oceanii mężczyzn był rozgrywany wspólnie z koszykarskimi mistrzostwami Oceanii kobiet (reprezentacje kobiece Australii i Nowej Zelandii rozgrywały swoje spotkania w tych samych halach w tych samych dniach, przed meczami mężczyzn).

## Przebieg turnieju

### 1. mecz
| 14 sierpnia 2013 19:30 | [ 3 ] | Nowa Zelandia 59 – 70 Australia                           | Nowa Zelandia 59 – 70 Australia | Nowa Zelandia 59 – 70 Australia                             |  | North Shore Events Centre, Auckland Sędziowie: - Ilija Belošević - Dallas Pickering - Vaughan Mayberry |
| 14 sierpnia 2013 19:30 | [ 3 ] | Rezultaty w kwartach: 18–21, 21–11, 13–22, 7–16           |                                 |                                                             |  | North Shore Events Centre, Auckland Sędziowie: - Ilija Belošević - Dallas Pickering - Vaughan Mayberry |
| 14 sierpnia 2013 19:30 | [ 3 ] | Pkt: Corey Webster 14 Zb: Mika Vukona 8 As: Mika Vukona 5 |                                 | Pkt: Patrick Mills 20 Zb: Joe Ingles 8 As: Anthony Petrie 4 |  | North Shore Events Centre, Auckland Sędziowie: - Ilija Belošević - Dallas Pickering - Vaughan Mayberry |
| 14 sierpnia 2013 19:30 | [ 3 ] | Australia prowadzi w serii 1–0                            |                                 |                                                             |  | North Shore Events Centre, Auckland Sędziowie: - Ilija Belošević - Dallas Pickering - Vaughan Mayberry |

### 2. mecz
| 18 sierpnia 2013 16:00 | [ 4 ] | Australia 76 – 63 Nowa Zelandia                          | Australia 76 – 63 Nowa Zelandia | Australia 76 – 63 Nowa Zelandia                                            |  | AIS Arena, Canberra Sędziowie: - Ilija Belošević - Vaughan Mayberry - Dallas Pickering |
| 18 sierpnia 2013 16:00 | [ 4 ] | Rezultaty w kwartach: 20–17, 13–22, 28–7, 15–17          |                                 |                                                                            |  | AIS Arena, Canberra Sędziowie: - Ilija Belošević - Vaughan Mayberry - Dallas Pickering |
| 18 sierpnia 2013 16:00 | [ 4 ] | Pkt: Patrick Mills 21 Zb: Luke Nevill 6 As: Joe Ingles 5 |                                 | Pkt: Corey Webster 16 Zb: Mika Vukona 9 As: Corey Webster, B. J. Anthony 2 |  | AIS Arena, Canberra Sędziowie: - Ilija Belošević - Vaughan Mayberry - Dallas Pickering |
| 18 sierpnia 2013 16:00 | [ 4 ] | Australia wygrywa w serii 2–0                            |                                 |                                                                            |  | AIS Arena, Canberra Sędziowie: - Ilija Belošević - Vaughan Mayberry - Dallas Pickering |